# Odrzutnik

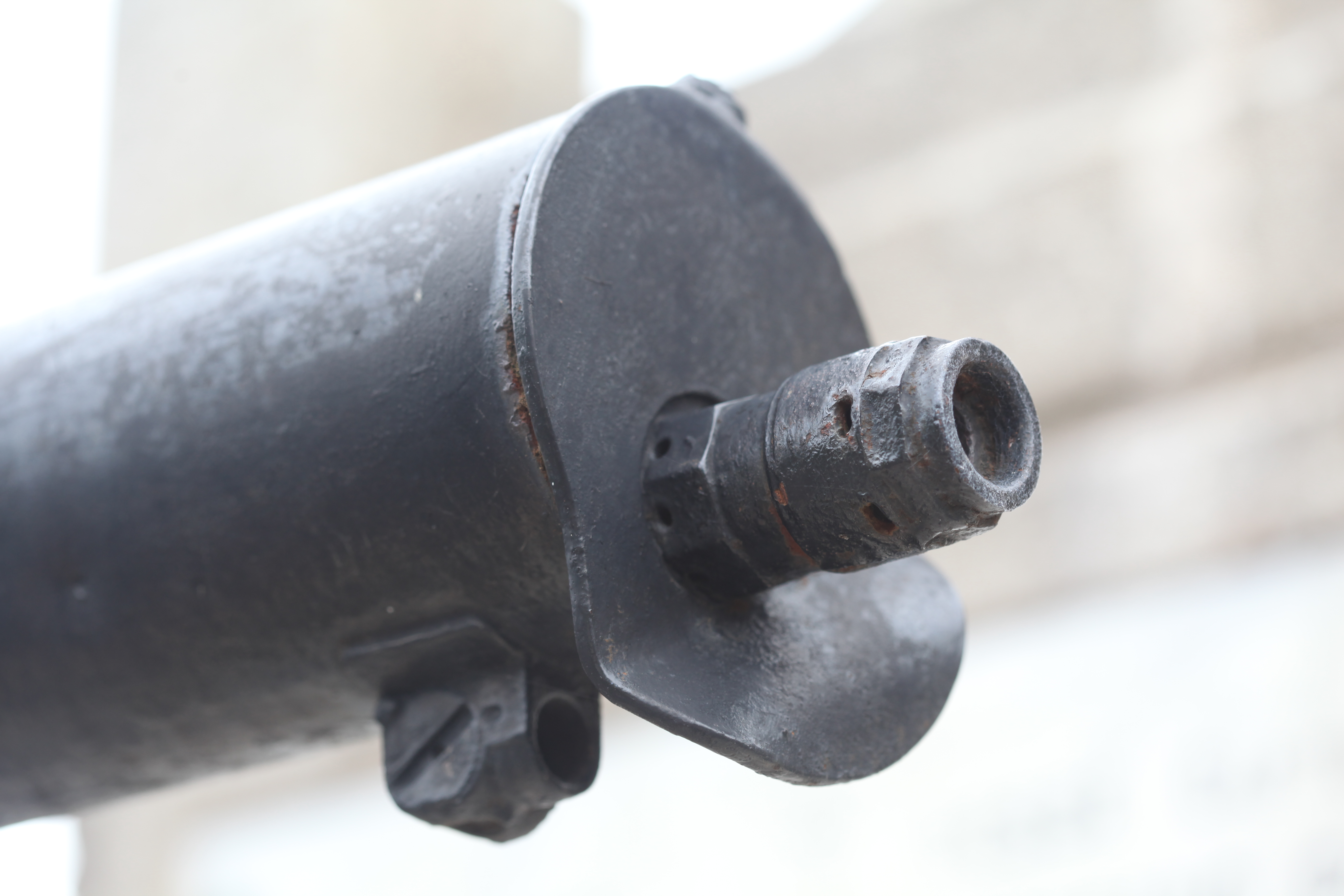
Odrzutnik karabinu maszynowego MG08

Odrzutnik (także: wzmacniacz odrzutu) – urządzenie wylotowe zwiększające odrzut działający na elementy broni palnej.
Najczęściej stosowane w broni działającej na zasadzie odrzutu lufy, w przypadku kiedy lufa po wystrzale nie otrzymuje od wypływających gazów prochowych energii wystarczającej do automatycznego przeładowania broni. Odrzutnik taki składa się z pierścieniowego tłoka nakręconego na wylot lufy oraz cylindra związanego mechanicznie z komorą zamkową. Wewnętrzna średnica cylindra jest znacznie większa od kalibru lufy, a w jego przednim zakończeniu znajduje się otwór centralny o średnicy trochę większej niż kaliber broni. Wypływające za pociskiem gazy uderzające w zakończenie cylindra są wyhamowywane i odbijane co powoduje podwyższenie ciśnienia wewnątrz odrzutnika. Zwiększone ciśnienie działające na powierzchnię czołową tłoka zwiększa odrzut.

Schemat odrzutnika
Schemat działania odrzutnika karabinu maszynowego Vickers

## Odrzutnik do strzelania amunicją ślepą
Inną konstrukcję mają odrzutniki stosowane przy strzelaniu amunicją ślepą z broni automatycznej (ang. blank-firing adaptor). Mają one postać nakręcanego na wylot lufy kapturka posiadającego w dnie otwór o średnicy znacznie mniejszej niż kaliber lufy. Poza zwiększeniem odrzutu wydłużają one czas przebywania gazów prochowych w lufie (co umożliwia prawidłowe działanie broni działających na zasadzie odprowadzania gazów przez boczny otwór w lufie).

Schemat odrzutnika do strzelania amunicją ślepą
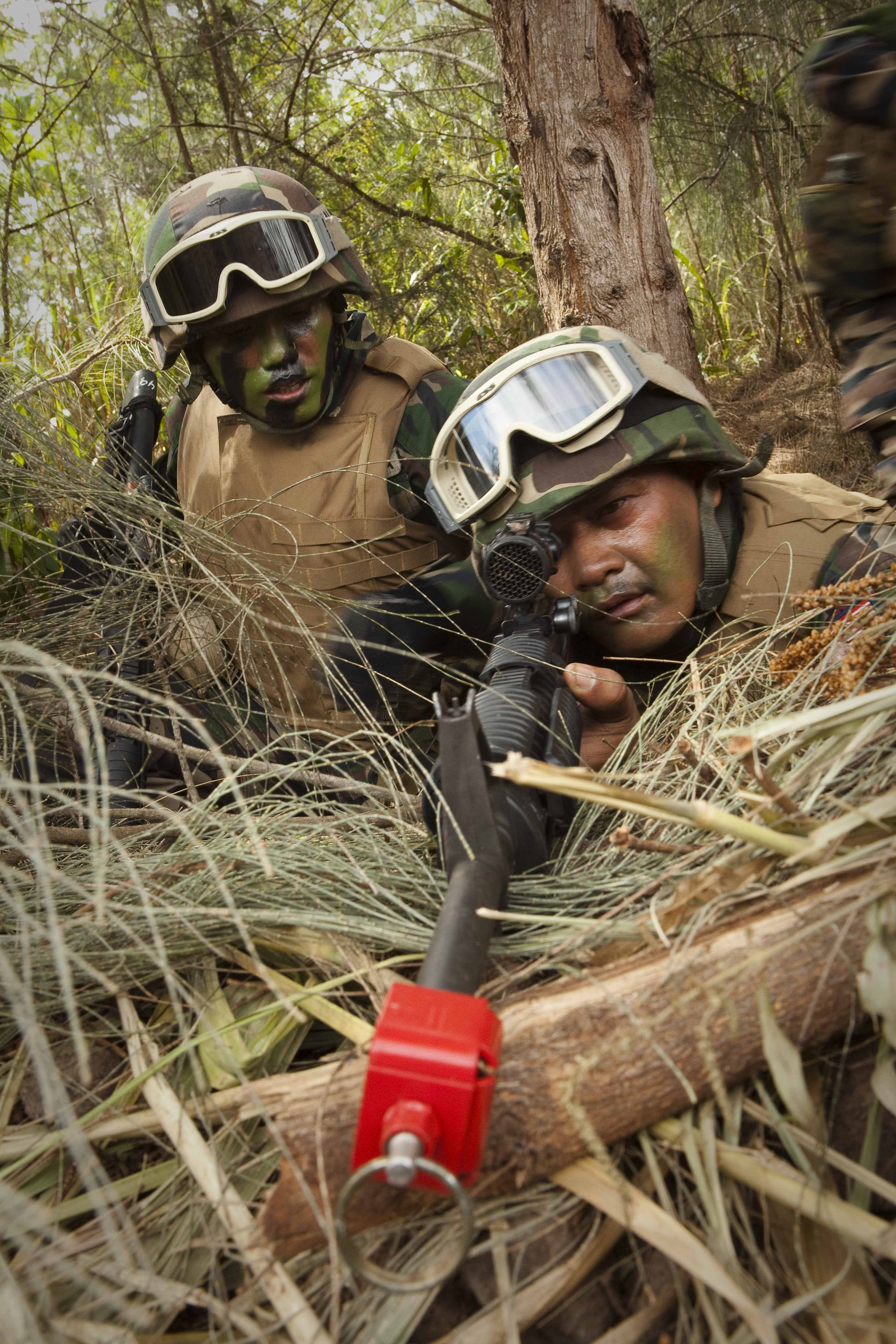
Odrzutnik do strzelania amunicją ślepą zamocowany na karabinie M16